# Mușchi coborâtor al buzei inferioare
Mușchiul coborâtor al buzei inferioare (latină: musculus depressor labii inferioris), numit și mușchiul pătrat al bărbiei, este un mușchi facial al regiunii mentoniere care trage buza inferioară în jos și anterior. Are formă patrulateră, fiind situat profund și medial de mușchiul coborâtor al unghiului gurii. Are originea pe linia oblică a mandibulei, în porțiunea sa medială. Fibrele sale se inseră pe pielea buzei inferioare.
Mușchiul coborâtor al buzei inferioare este inervat de ramura mandibulară marginală a nervului facial. Primește sânge arterial de la ramura labială inferioară a arterei faciale și ramura mentală a arterei maxilare.